# Lund (efternavn)
 For alternative betydninger, se Lund. (Se også artikler, som begynder med Lund)
Lund er et udbredt dansk og svensk efternavn, der i Danmark bæres af 17.130 personer, mens der er 8.219, der hedder Lund til efternavn i Sverige.

## Kendte personer med navnet
- Addy Lund, dansk visesangerinde i Bakkens Hvile.
- Carl Lund, dansk maler.
- Erico Lund, Dyrehavsbakkens Pjerrot 1963-1983
- Flemming Lund, dansk fodboldspiller.
- Harald H. Lund, dansk forfatter.
- J.L. Lund, tysk/dansk maler.
- Jørn Lund, dansk redaktør og professor i dansk.
- Karsten Lund, dansk fodboldspiller.
- Orla Lund, dansk sanger.
- Philip Lund, dansk fodboldspiller.
- Rut Emilie Lund, dansk visesangerinde i Bakkens Hvile.
- Sune Lund-Sørensen, dansk filminstruktør.
- Torben Lund, dansk politiker.
- Troels Lund, dansk maler.
- Christian Lund, dansk skuespiller og sanger.